# Univerzita Bocconi
Univerzita Bocconi (celým názvem Università Commerciale Luigi Bocconi) je soukromá univerzita v Miláně v Itálii. Byla založena v roce 1902 Ferdinandem Bocconim. Ten univerzitu pojmenoval po svém synovi, který zemřel v bitvě při první italsko-etiopské válce. Univerzita Bocconi poskytuje vzdělání v oblastech ekonomie, financí, práva, mangementu, politických věd a informatiky. 
Univerzita se pravidelně umisťuje na vysokých pozicích v akademických žebříčcích. V roce 2023 se její MBA program celosvětově umístil na 3. místě v žebříčku Financial Times. V roce 2023 ji QS World University Ranking celosvětově zařadil na 16. místo v ekonomii a ekonometrii, 17. místo ve financích a účetnictví a 7. místo v obchodních studiích a managementu.